# Wanda Janicka
Wanda Janicka, ps. „Zofia” (ur. 16 czerwca 1923 w Warszawie, zm. 7 września 2023 w Drogini) – polska architektka, uczestniczka powstania warszawskiego.

## Życiorys
Urodziła się w rodzinie Bogdana Nowakowskiego i Zofii z domu Dydzińska, była siostrą Jakuba Nowakowskiego, biologa i powstańca warszawskiego. Od 1939 zaangażowana w działania niepodległościowe.
Podczas okupacji studiowała architekturę w ramach tajnych kompletów. Ukończyła Szkołę Budowlaną w Warszawie. Od lutego 1944 w konspiracji, do której została wprowadzona przez Stanisława Huskowskiego. Początkowo była przydzielona w Kedywie Komendy Głównej Armii Krajowej – kompania „Pegaz”. Podczas powstania warszawskiego służyła jako łączniczka 1. kompanii batalionu „Parasol” Zgrupowania „Radosław” Armii Krajowej. Walczyła na Woli, Starym Mieście, Śródmieściu i Górnym Czerniakowie. Została raniona w obie nogi, przez co została wyłączona z dalszych działań. Opuściła Warszawę wraz z ludnością cywilną po zajęciu Starego Miasta przez Niemców. Trafiła do Dulagu 121 Pruszków, skąd udało jej się uciec.
Bezpośrednio po wojnie przeprowadziła się do Trójmiasta. Wzięła tam ślub ze Stanisławem Janickim, z którym miała córkę. Małżeństwo zakończyło się rozwodem. Pracowała w Biurze Rozwoju Krakowa. Wraz z Tadeuszem Ptaszyckim uczestniczyła m.in. w projektowaniu Nowej Huty. W późniejszym okresie mieszkała w Balicach, gdzie opiekowali się nią Jerzy Miziurek i Katarzyna Marszałek. Ze skutkiem na 29 sierpnia 2023 została mianowana na stopień podporucznika przez Prezydenta Andrzeja Dudę.
Zmarła w wieku 100 lat jako jeden z ostatnich żołnierzy batalionu „Parasol”. Pochowana 19 września 2023 na cmentarzu Grębałowskim w Krakowie.

## Ordery i odznaczenia
- Krzyż Oficerski Orderu Odrodzenia Polski (14 lipca 2022)[7][8]
- Krzyż Partyzancki[3]
- Warszawski Krzyż Powstańczy[3][9]
- Srebrny Krzyż Zasługi[1]
- Krzyż Armii Krajowej[8]
- Medal za Warszawę 1939–1945[3]
- Odznaka pamiątkowa Akcji „Burza”[3]
- Odznaka Pamiątkowa Zgrupowania „Radosław”[3]